# Crazy Sue
Crazy Sue is een videospel voor de Commodore 64 en de Amiga. Het spel werd uitgebracht in 1991. Het spel is een platformspel dat bestuurt kan worden met een joystick. Het spel heeft tien levels. Het spel voert via haar huis (level 1), naar het bos (level 2), naar de woestijn (level 3), over de berg (level 4), naar het bos (level 5), via de brug (level 6), naar het kasteel (level 7, 8, 9), naar de eindbaas in de kerks van het kasteel (level 10). In de eerste level gaat het spel simpel en scrolt per scherm van links naar rechts. Later wordt dit wat gecompliceerder, zoals in het kasteel waarbij om deuren open te maken sleutels nodig zijn. In het begin het spel moeten vijanden worden ontweken later kan Crazy Sue lolli's schieten.
In 1992 kwam het vervolg uit op dit spel genaamd Crazy Sue Goes On.